# Anoxisch water
Anoxisch water is zeewater, zoetwater en grondwater met een extreem laag gehalte aan opgeloste zuurstof. Dit water bevat nog minder zuurstof dan hypoxisch water.
De diepere lagen van enkele meren zoals het Tanganyikameer en een enkele binnenzee als de Zwarte Zee zijn anoxisch door de vrijwel volledige afwezigheid van menging tussen de oppervlaktelaag en de diepere wateren.
Anoxische dieptewateren zijn bevorderlijk voor de vorming van sedimenten met een hoog gehalte aan organisch (van afgestorven plankton afkomstig) materiaal, de kerogenen of sapropelen, de grondstof waaruit door latere geologische processen aardolie en aardgas kan worden gevormd. Een voorbeeld van een anoxisch aardoliemoedergesteente is de Posidoniaschalie.
In Nederland is uit het warme Eemien de laag van Harting bekend. Dit is een maximaal enkele decimeters dikke organogene laag ontstaan in zuurstofloos zeewater, aan de basis van de mariene afzettingen in het centrale gebied waar in Nederland mariene afzettingen uit deze warme periode voorkomen. De laag is vooral bekend vanwege het hoge gehalte aan kiezelwieren en werd al door Harting beschreven.